# Кокоа колумбійський
Коко́а колумбійський (Xiphorhynchus ocellatus) — вид горобцеподібних птахів родини горнерових (Furnariidae). Мешкає в Амазонії.

## Підвиди
Виділяють чотири підвиди:

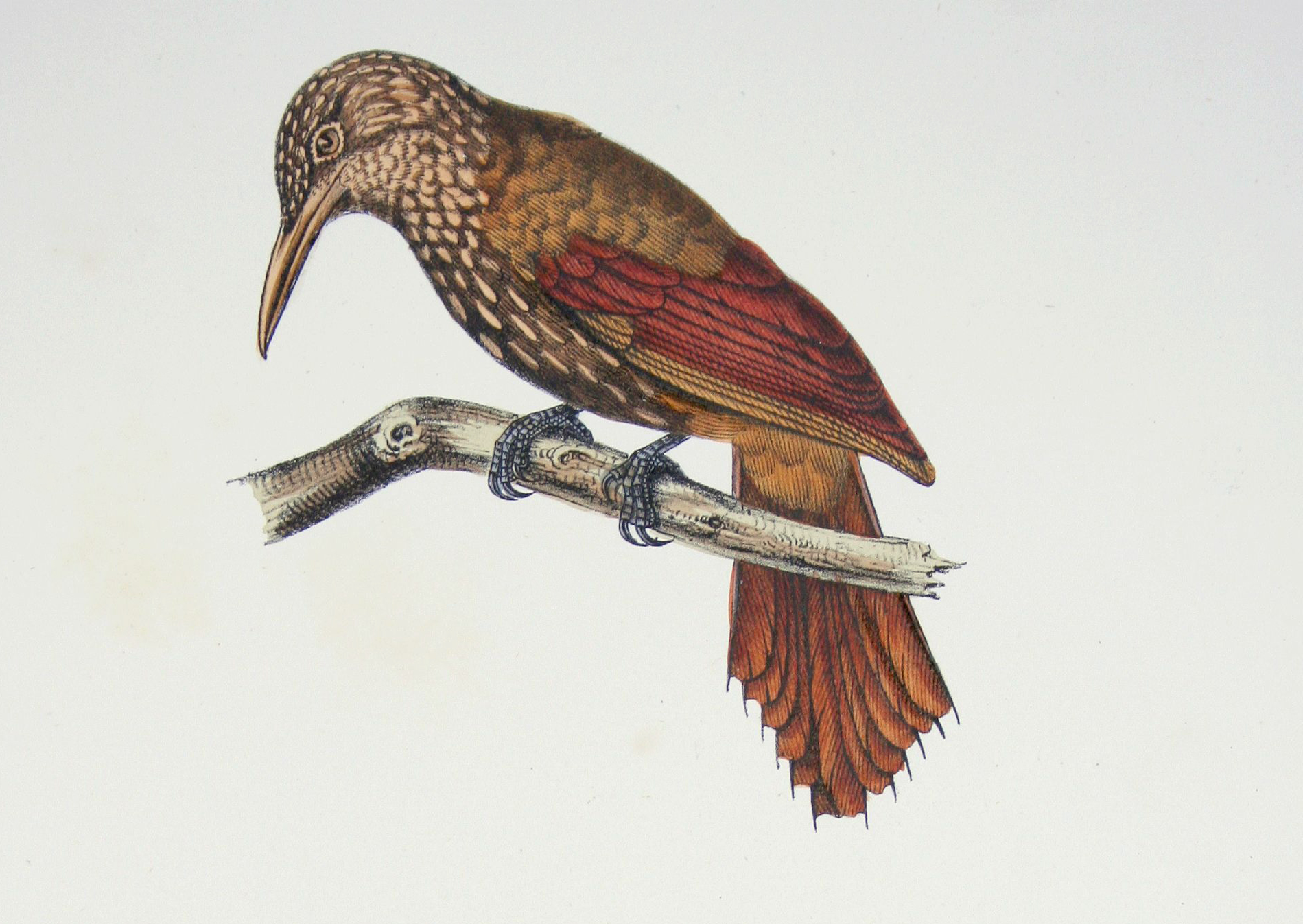
Колумбійський кохоа

- X. o. lineatocapilla (Berlepsch & Leverkühn, 1890) — долина Ориноко (Венесуела);
- X. o. beauperthuysii (Pucheran & Lafresnaye, 1850) — від південно-східної Колумбії і північно-західної Венесуели до сходу Еквадору і Перу і північно-західної Бразилії (на схід до Ріу-Негру);
- X. o. perplexus Zimmer, JT, 1934 — схід Перу (на захід до Укаялі) і захід Бразилії (на схід до Пуруса і на південь до південного сходу Акрі);
- X. o. ocellatus (Spix, 1824) — Бразильська Амазонія (на південь від Амазонки, між річками Пурус і Тапажос).

Деякі дослідники виділють підвиди X. o. lineatocapilla і X. o. beauperthuysii у окремий вид Xiphorhynchus beauperthuysii.

## Поширення і екологія
Колумбійські кокоа мешкають у Венесуелі, Колумбії, Еквадорі, Перу, Болівії і Бразилії. Вони живуть в амазонській сельві і варзейських лісах (тропічних лісах у заплавах Амазонки і її притоків). Зустрічаються на висоті до 500 м над рівнем моря. Живляться комахами.